# 長崎歌謡祭
長崎歌謡祭（ながさきかようさい）は、長崎放送が主催し、1977年（昭和52年）から1998年（平成10年）まで開催されていた新人歌手のコンテストである。

## 概要
主に全国のTBS系列の各放送局の推薦により選出された歌手志望の若者たちが、各都道府県の代表としてグランプリを争う形式のコンテスト。会場は1991年までが長崎市公会堂、1992年からはハウステンボスで開催されていた。

## 放送
大会の模様は決勝大会進出者発表と決勝進出者の楽曲披露、各賞・グランプリ発表の流れで55分に編集されたものがテレビで放送された。1990年代の一時期にはドキュメント形式で前半は予選の模様を編集したものを放送し、後半は上記の内容が放送されていた。このときはさだまさしが出演した。

## 司会者
- 小島一慶
- 吉村明宏
- 草野仁
- 中山秀征
- マルシア
- さだまさし

## 歴代優勝者および主な出場者
（番組ホームページより）
- 第1回（1977年）
  - グランプリ：村沢徹泰（信越放送推薦）
- 第2回（1978年）
  - グランプリ：合田道人（北海道放送推薦） - シンガーソング・ライターとしてデビュー。現：音楽プロデューサー・芸能事務所社長・日本歌手協会理事。
- 第3回（1979年）
  - グランプリ：谷口美千代（南日本放送）- 演歌歌手としてデビュー。
- 第4回（1980年）
  - グランプリ：本田賢治（熊本放送推薦）
  - 優秀賞：小倉あすか（琉球放送推薦） - 後に3人組音楽ユニット・ハルニレのメンバーとして歌手デビュー。
- 第5回（1981年）
  - グランプリ：松本伊代（TBS推薦） - スカウトされ、アイドル歌手としてデビュー。
- 第6回（1982年）
  - グランプリ：天野真木子（中国放送推薦） - 歌手デビュー。
- 第7回（1983年）
  - グランプリ：金城由佳乃（琉球放送推薦） - 山口由佳乃の芸名でアイドル歌手としてデビュー。現：鈴木釉佳之（劇団四季所属）。
  - 優秀賞：加藤政次（MBS毎日放送推薦）・坂口育美（南日本放送推薦） - 桜いく美の芸名で演歌歌手としてデビュー。のちに坂口可奈
- 第8回（1984年）
  - グランプリ：工藤美奈子（TBS推薦） - 本田美奈子の芸名でアイドル歌手としてデビュー。後の本田美奈子.[2]。優秀賞：島津亜矢
- 第9回（1985年）
  - グランプリ：中村友香（TBS推薦）
- 第10回（1986年）
  - グランプリ：兼久りみ（琉球放送推薦） - 星美里の芸名で演歌歌手としてデビュー。現：夏川りみ[3]。
- 第11回（1987年）
  - グランプリ：滝口祐介（TBS推薦）
- 第12回（1988年）
  - グランプリ：甲木奈々（RKB毎日放送推薦） - かつき奈々の芸名で演歌歌手としてデビュー。
  - 奨励賞：田中愛彦 - 田中アキラの芸名で演歌歌手としてデビュー。
- 第13回（1989年）
  - グランプリ：田川寿美（MBS毎日放送推薦） - 後にスカウトされ、演歌歌手としてデビュー。
- 第14回（1990年）
  - グランプリ：浜英男（TBS推薦） - 咲田恭平の芸名で歌手デビュー。
  - ファイナリスト：吉田美穂 - 後に大空亜由美の芸名で演歌歌手としてデビュー。
- 第15回（1991年）
  - グランプリ：日野有花（中部日本放送推薦） - 歌手デビュー。
  - 出場：吉村智恵子（信越放送推薦） - 司千恵子の芸名で現役女子高生演歌歌手としてデビュー。後に森川美里に改名。現：音羽しのぶ。
  - 出場：綾野あや - 亜耶として歌手デビュー。
- 第16回（1992年）
  - グランプリ：石嶺聡子（琉球放送推薦） - 後にスカウトされ、歌手デビュー[4]。
  - ファイナリスト：近藤千裕 - 後に歌手デビュー。
- 第17回（1993年）
  - グランプリ：甲斐冴香（宮崎放送推薦） - SO-FIの二代目ボーカル甲斐冴子としてデビュー。
- 第18回（1994年）
  - グランプリ：中西礼奈（琉球放送推薦） - 歌手デビュー。
  - ファイナリスト：前田有紀（テレビ高知推薦） - 別のオーディションにて五木ひろしに見出され、演歌歌手としてデビュー。元ハロー!プロジェクトのメンバー。
  - ファイナリスト：友近由紀子（あいテレビ推薦） - 後にお笑い芸人の友近としてデビュー[5]。
- 第19回（1995年）
  - グランプリ：島紘子（琉球放送） - 後にボーカルグループSYRUPのメンバーとしてデビュー。
  - 優秀賞：牧野恵巳 - 後にまきのめぐみとして歌手デビュー。
  - 優秀賞：福田作三（長崎放送推薦） - 後にさくみとして歌手デビュー。
  - 出場：小林奈緒美（新潟放送推薦） - 後に緒形奈美として歌手デビュー。
  - 出場：椎名裕美子（RKB毎日放送推薦） - 別のオーディションにて椎名林檎としてデビュー[6]。
- 第20回（1996年）
  - グランプリ：林理絵（テレビ山口推薦） - Wish*のボーカル&ピアノのRieとして歌手デビュー。
  - 音楽プロデューサー特別賞：小松原健志 - 劇団前進座の舞台『旅の終わりに』のオーディションで原作・脚本の五木寛之に抜擢され、小松原たけしとして出演。後に松原健之として歌手デビュー。
  - 出場：三浦弘也 - 後に青山ひかるとして歌手デビュー。
  - 出場：川野陽子（大分放送推薦） - 後に川野夏美として歌手デビュー。
  - 出場：桜井久美子（MBS毎日放送推薦） - 後に桜井くみ子の名義で演歌歌手としてデビュー。
  - 出場：竹川美子 - 後に竹川美子の名義で演歌歌手としてデビュー。
- 第21回（1997年）
  - グランプリ：古田真由（長崎放送推薦） - 後にケンキ＆マユとしてデビュー。
  - 優秀賞：服部奈都子 - 本名で女優としてデビュー後、なつこの名義で歌手デビュー。
  - ファイナリスト：大村のぞみ（TBS推薦） - 後にシンガーソングライターNonとしてデビュー。
  - ファイナリスト：古谷知瑛子（中部日本放送推薦） - 後に青野瑛理として歌手デビュー。
  - ファイナリスト：吉野智（あいテレビ推薦） - 後にボーカル・デュオTwo-Facedのメンバーとして財津和夫プロデュースでデビュー。
  - 出場：西畑春之介 - 後に月の203号室のボーカル・ギターとして歌手デビュー。
  - 出場：矢住千春（熊本放送推薦） - 後に歌手デビュー。
- 第22回（1998年）
  - グランプリ：北原知佳（RKB毎日放送推薦）
  - 審査員特別賞：大鶴綾香（TBS推薦） - 後に歌手デビュー。
  - ファイナリスト：清家千晶（あいテレビ推薦） - 後にシンガーソングライターとしてデビュー。